# 墩义堂站
墩义堂站，位于安徽省六安市金寨县斑竹园镇，合武铁路（沪汉蓉快速客运通道合武段）上，为四等站，隶属上海局集团，为上海局集团与武汉局集团分界站（车站西侧咽喉处为局界口）。该站为会让及越行站，不办理客货运业务。